# Carsten Ohle
Carsten Ohle geb. Hein (* 20. Dezember 1968 in Kleinmachnow) ist ein ehemaliger deutscher Handballtorwart.
Ohle begann seine Karriere beim ASK Frankfurt. Danach wechselte er zum SC Dynamo Berlin. Bis 1994 spielte er dann bei SV Blau-Weiß Spandau und  anschließend drei Jahre beim Bundesligisten THW Kiel, mit dem er 1995 und 1996 die Deutsche Meisterschaft gewann. 1997 wechselte Ohle zum Regionalligisten Concordia Delitzsch, mit dem er 1998 in die 2. Handball-Bundesliga aufstieg. Ab 2004 spielte er beim Zweitligisten Reinickendorfer Füchse, die sich 2005 in Füchse Berlin umbenannten. 2007 stieg Ohle mit den Füchsen in die 1. Bundesliga auf, ein Jahr später beendete er im Alter von 39 Jahren seine Karriere. Zu der Saison 2013/14 war er als Torwarttrainer beim 1. VfL Potsdam tätig. In der Saison 2016/17 übernahm Ohle zunächst als Interimstrainer den Berliner Turner-Verein von 1850 und war dort anschließend bis zum Ablauf der Saison 2023/24 als Torwarttrainer tätig.
Für die Nationalmannschaft der DDR bestritt Ohle ein Länderspiel. Er ist verheiratet und von Beruf Justizreferendar.